# Mike Mitchell (director)
Mike Mitchell (nascut el 18 d'octubre de 1970) és un director de cinema, escriptor, productor, actor i animador nord-americà. Ha dirigit les pel·lícules Deuce Bigalow: Male Gigolo (1999), Surviving Christmas (2004), Sky High (2005), Shrek, feliços per sempre... (2010), Alvin and the Chipmunks: Chipwrecked (2011), The SpongeBob Movie: Sponge Out of Water (2015), Trolls (2016), La Lego pel·lícula 2 (2019), i Kung Fu Panda 4 (2024).

## Primers anys
Mitchell va néixer a Oklahoma City, Oklahoma, fill de l'advocat i antic president de l'Oklahoma Pardon and Parole Board, Robert Mitchell i Julia Baker. Segons el seu pare, "els dots de Mitchell per a la imatgeria artística es van descobrir aviat". Es va graduar a la Putnam City North High School, i durant aquest temps va estar molt involucrat en les arts, després es va traslladar a Los Angeles per assistir al Califòrnia Institute of the Arts. Durant la seva estada allà, hi va haver una demanda de joves animadors, que el van portar a la televisió.
Treballant per a cineastes com Tim Burton i Spike Jonze, Mitchell es va convertir en il·lustrador. Té una germana gran, Suzanne Mitchell Robertson.

## Carrera
Va començar la seva carrera com a director de Matt O'Callaghan The Itsy Bitsy Spider. Va guanyar l'atenció de la crítica per primera vegada quan va coescriure, produir i dirigir el curtmetratge Herd, que va guanyar diversos premis en festivals de cinema, inclòs el premi Spirit of Slamdance al Slamdance Festival de 1999. Aquest mateix any, va debutar com a director de llargmetratges amb la comèdia Deuce Bigalow: Male Gigolo, protagonitzada per Rob Schneider. Va treballar per a diverses empreses com The Walt Disney Company, DreamWorks, MTV, Nickelodeon, Universal i Sony.
Va dirigir les pel·lícules Alvin and the Chipmunks: Chipwrecked, Surviving Christmas i Sky High. Els dos primers han rebut crítiques negatives, mentre que el tercer ha rebut crítiques positives. El 2006, es va unir a DreamWorks Animation, i va ser un artista de contes per a Shrek the Third i consultor creatiu per a Kung Fu Panda. Més tard va dirigir la pel·lícula Shrek, feliços per sempre... i va donar veu al personatge Butterpants.
El curtmetratge de Mitchell Frannie's Christmas va ser conservat per l'Academy Film Archive el 2012.
També va treballar com a actor de veu per a Advisor Wedgie (conegut com "Nerd" per a la major part de la pel·lícula) a Monstres contra alienígenes, i Andy "Jack" Beanstalk a El gat amb botes. També va dirigir seqüències d'acció en directe a The SpongeBob Movie: Sponge Out of Water. No sols treballa al cinema sinó també a la televisió. Va dirigir i va escriure diversos episodis de Bob Esponja. Mitchell també va dirigir la pel·lícula d'animació La Lego pel·lícula 2, que es va estrenar el 8 de febrer de 2019, amb crítiques positives. Mitchell també dirigirà Nightcrawlers, una comèdia d'acció sobrenatural, una seqüela de Sky High, una pel·lícula d’imatge real adaptada del llibre We're Not From Here, i una pel·lícula barreja d’imatge real i animada adaptada de la cançó Puff, el drac màgic.
El 26 d'abril de 2023, es va anunciar que Mitchell dirigiria la quarta entrega de la franquícia Kung Fu Panda, que es va estrenar el 8 de març de 2024.

## Premis
Festival de cinema de Sundance: "Frannie's Christmas" (1993).
Aspen Shortsfest
1999: Guanya un reconeixement especial per "Herd" (1999).
Festival de cinema d'Atlanta
1999: Menció honorífica al millor curt narratiu: "Herd" (1999).
Birmingham Sidewalk Moving Picture Festival
1999: Guanya el primer premi per "Herd" (1999).
Slamdance Film Festival
1999: Guanya el Prem,i Spirt of Slamdance per "Herd" (1999).
HI Mom Film Festival
2000: Guanya el primer premi per "Herd" (1999).
Movieguide Award
2020: Guanya el premi a la millor pel·lícula per famílies per "La Lego pel·lícula 2" (2019) (amb Trisha Gum).

## Filmografia

### Director
| Any  | Títol                                    | Notes                                     |
| ---- | ---------------------------------------- | ----------------------------------------- |
| 1999 | Herd                                     | Curtmetratge, també guionista i productor |
| 1999 | Deuce Bigalow: Male Gigolo               |                                           |
| 2004 | Surviving Christmas                      |                                           |
| 2005 | Sky High                                 |                                           |
| 2010 | Shrek, feliços per sempre...             |                                           |
| 2011 | Alvin and the Chipmunks: Chipwrecked     |                                           |
| 2015 | The SpongeBob Movie: Sponge Out of Water | Seqüències d’imatge real                  |
| 2016 | Trolls                                   |                                           |
| 2019 | La Lego pel·lícula 2                     |                                           |
| 2024 | Kung Fu Panda 4                          | també productor executiu                  |

### Animador
| Any  | Títol                       | Notes                             |
| ---- | --------------------------- | --------------------------------- |
| 1998 | Antz                        | Artista de la història addicional |
| 2004 | Shrek 2                     | Artista de la història addicional |
| 2007 | Shrek the Third             | Artista de la història addicional |
| 2009 | Monstres contra alienígenes | Story artist                      |
| 2016 | Sausage Party               | Artista de la història addicional |

### Papers de veu
| Any  | Títol                        | Paper                                                                                 |
| ---- | ---------------------------- | ------------------------------------------------------------------------------------- |
| 2001 | Monkeybone                   | Miss Hudlapp                                                                          |
| 2009 | Monstres contra alienígenes  | Advisor "Nerd" Wedgie                                                                 |
| 2010 | Shrek, feliços per sempre... | Tour Guide/Camp Ogre/Ogre Naysayer/Baba Witch/Melty Witch/Witch Guard #2/Butter Pants |
| 2010 | Megamind                     | Pare en la multitud                                                                   |
| 2011 | El gat amb botes             | Andy Beanstalk                                                                        |
| 2014 | El gat amb botes             | Antarctic Penguin                                                                     |
| 2016 | Kung Fu Panda 3              | Male Palace Goose / Smart Panda Villager                                              |
| 2016 | Trolls                       | Darius, Vinny the Phone, Captain Starfunkle, Spider, Wedgie Bergen #1, Chad, Card     |
| 2019 | La Lego pel·lícula 2         | Sherry Scratchen-Post                                                                 |

### Altres crèdits
Actor
| Any  | Títol | Paper  |
| ---- | ----- | ------ |
| 1999 | Herd  | Carter |

Consultor creatiu
- Kung Fu Panda (2008)

Agraïments especialss
- Kung Fu Panda 2 (2011)
- Home (2015)
- Captain Underpants: The First Epic Movie (2017)
- Trolls World Tour (2020)
- Puss in Boots: The Last Wish (2022)

Productor executiu
- Kung Fu Panda 3 (2016)
- Ruby Gillman, Teenage Kraken[7] (2023)

### Televisió
- The Itsy Bitsy Spider (1993)
- Cartoon Sushi (1998)
- Greg the Bunny (2002)
- Bob Esponja (2005–2007) (director d’imatge real, guionista)
- The Loop (2007)
- Trolls: The Beat Goes On! (2018–) (basat en els personatges creats per ell)
- The Barbarian and the Troll (2021)

## Recepció crítica
| Film                                        | Rotten Tomatoes | Metacritic | Cost             | Taquilla       |
| ------------------------------------------- | --------------- | ---------- | ---------------- | -------------- |
| Deuce Bigalow: Male Gigolo (1999)           | 22%"            | 30%        | $17 milions      | $92.9 milions  |
| Surviving Christmas (2004)                  | 7%              | 19%        | $45 milions      | $15.1 milions  |
| Sky High (2005)                             | 73%             | 62%        | $35 milions      | $86.4 milions  |
| Shrek, feliços per sempre... (2010)         | 57%             | 58%        | $135–165 milions | $752.6 milions |
| Alvin and the Chipmunks: Chipwrecked (2011) | 12%             | 24%        | $80 milions      | $342.7 milions |
| Trolls (2016)                               | 75%             | 55%        | $125 milions     | $346.9 milions |
| La Lego pel·lícula 2 (2019)                 | 84%             | 65%        | $99 milions      | $199.6 milions |
| Kung Fu Panda 4 (2024)                      | 70%             | 56%        | $85 milions      | $268 milions   |